# تله انفجاری

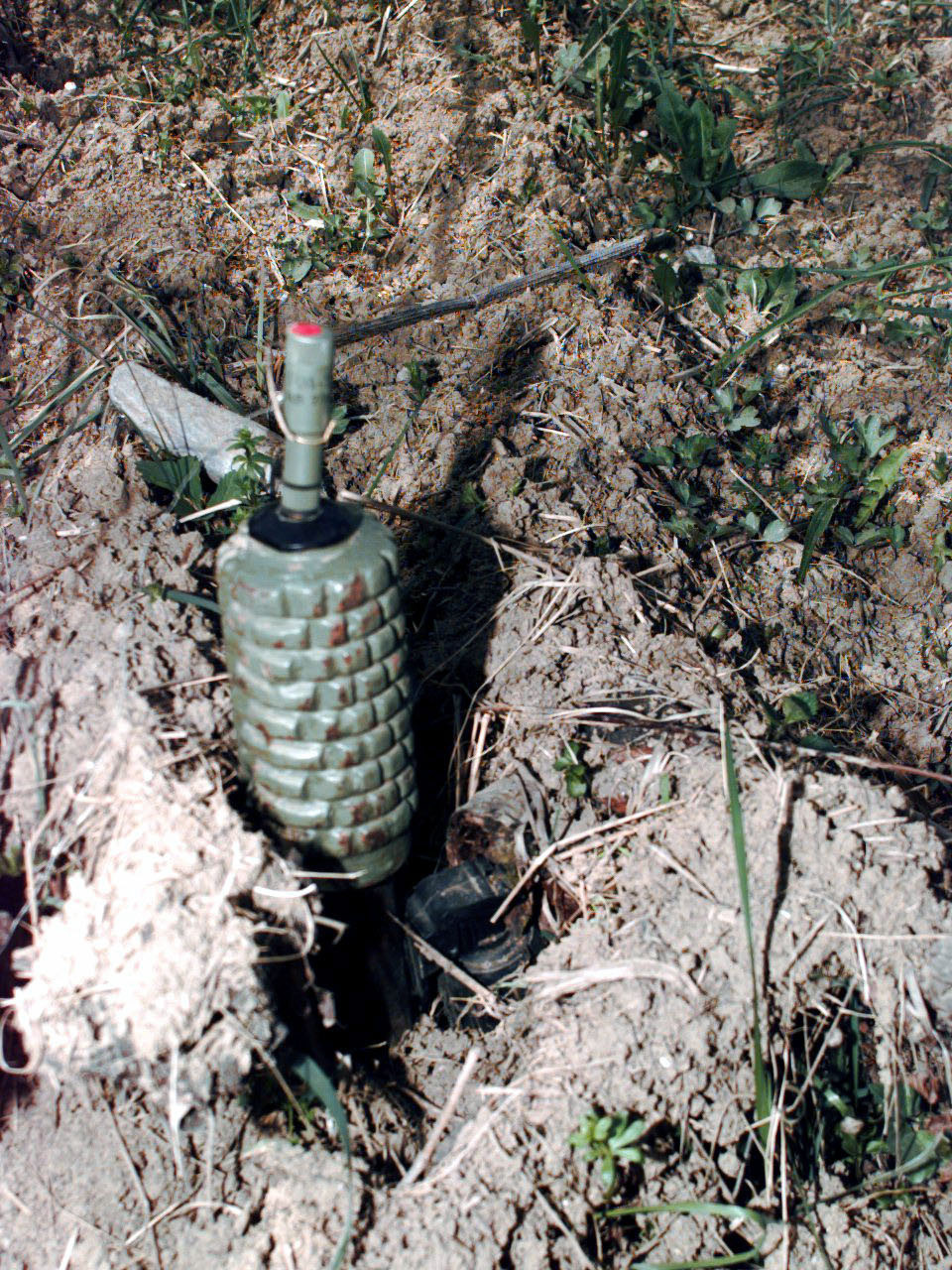
یک مین ضدنفر POMZ یوگسلاوی که با یک نارنجک دستی به دام افتاده‌است. یک مین‌کش می‌تواند مین را از کار بیندازد، تنها زمانی که مین را برای دفع خارج می‌کند، نارنجک دستی را منفجر می‌کند. (بالکان ۱۹۹۶)

تله انفجاری (به انگلیسی: Booby trap) وسیله یا دستگاهی است که برای کشتن، آسیب رساندن یا غافلگیری یک انسان یا جانور دیگر طراحی شده‌است. با حضور یا اعمال قربانی تحریک می‌شود و گاهی نوعی طعمه دارد که برای جذب قربانی به سمت خود طراحی شده‌است. تله ممکن است به گونه‌ای تنظیم شود که متجاوزانی که وارد مناطق ممنوعه می‌شوند، عمل کند، و زمانی که قربانی اقدامی را انجام می‌دهد (مانند باز کردن در، برداشتن چیزی یا روشن کردن چیزی) می‌تواند فعال شود. همچنین می‌تواند توسط وسایل نقلیه‌ای که در امتداد جاده حرکت می‌کنند، مانند بمب کنارجاده‌ای (IED) تحریک شود.
تله انفجاری ممکن است در هر اندازه‌ای باشد. با این حال، به عنوان یک قاعده کلی، در اکثر تله‌های انفجاری بین ۲۵۰ گرم و ۱ کیلوگرم مواد منفجره استفاده می‌شود. از آنجایی که بیشتر تله‌های انفجاری طوری ساخته شده‌اند که در فاصله یک متری بدن قربانی منفجر شوند، این اندازه برای کشتن یا زخمی شدن شدید کافی است.